# Fritz (släkt)
Fritz är en svensk adlig ätt, som utgår från Ludvig Fritz, adlad Fritz till Mälby och Berg i Älgå socken. Ludvig Fritz var född 1605 i Stockholm. Kammarskrivare i räkningskammaren 1626. Landsbokhållare i Norrlanden 1628. Fältkassör vid svenska armén i Tyskland 1633. Räntmästare i kungliga räntekammaren 1639. Tillika fälträntmästare i danska fejden 1644. Adlad 1647-11-13. Kammarråd 1653. Landshövding över Gotland 1654. Död 1666-04-22.